# Бос, Жан-Адольф
Жан-Адольф Бос (фр. Jean-Adolphe Beaucé; 2 августа 1818[…], Париж — 13 июля 1875[…], Булонь-Бийанкур) — французский живописец-баталист, иллюстратор книг, гравёр.

## Биография
Учился у Шарля Базена (C. Bazin) в Париже. Дебютировал в Салоне 1839 года. С 1843 года сопровождал французскую армию в иностранных экспедициях. Бос участвовал в кампаниях в Алжире, Сирии, Мексике, Италии, в Крымской войне. В 1870 году сопутствовал Рейнской армии во время подготовки обороны Меца. Он не отсиживался в тылу, а следовал за войсками на передовой линии фронтов.

## Творчество
Один из ведущих мастеров батального жанра во французском искусстве середины и третьей четверти 19-го века.
Плодовитый художник оставил такие картины, как «Наполеон на Аркольском мосту», «Смерть сержанта Бландана», «Штурм Абдель-Кадера», «Битва при Сольферино», «Последнее посещение», «Бой в Паликао», «Захват форта Сан-Хавьер в Пуэбла» и много сцен из деревенской жизни.
Известен также иллюстрированием многих литературных произведений, в том числе Александра Дюма («Три мушкетера»), Виктора Гюго («Собор Парижской Богоматери»).
В 1864 году награждён орденом Почетного легиона. Похоронен на кладбище Пер-Лашез.